# Эльбингероде (Гарц)
Эльбингероде (нем. Elbingerode) — город в Германии, в земле Саксония-Анхальт.
Входит в состав района Вернигероде. Население составляет 5591 человек (на 31 декабря 2006 года). Занимает площадь 80,74 км².